# Erma (Nova Jersey)
Erma és una concentració de població designada pel cens dels Estats Units a l'estat de Nova Jersey. Segons el cens del 2000 tenia 2.088 habitants.

## Demografia
Segons el cens del 2000, Erma tenia 2.088 habitants, 751 habitatges, i 561 famílies. La densitat de població era de 240,7 habitants/km².
Dels 751 habitatges en un 38,9% hi vivien nens de menys de 18 anys, en un 60,7% hi vivien parelles casades, en un 10,3% dones solteres, i en un 25,2% no eren unitats familiars. En el 20,8% dels habitatges hi vivien persones soles el 8,7% de les quals corresponia a persones de 65 anys o més que vivien soles. El nombre mitjà de persones vivint en cada habitatge era de 2,77 i el nombre mitjà de persones que vivien en cada família era de 3,24.
Per edats la població es repartia de la següent manera: un 28,4% tenia menys de 18 anys, un 7,3% entre 18 i 24, un 27,9% entre 25 i 44, un 24,1% de 45 a 60 i un 12,3% 65 anys o més.
L'edat mediana era de 38 anys. Per cada 100 dones de 18 o més anys hi havia 89,6 homes.
La renda mediana per habitatge era de 64.261 $ i la renda mediana per família de 69.063 $. Els homes tenien una renda mediana de 45.694 $ mentre que les dones 21.923 $. La renda per capita de la població era de 20.765 $. Aproximadament l'1,8% de les famílies i el 3,9% de la població estaven per davall del llindar de pobresa.

## Poblacions properes
El següent diagrama mostra les poblacions més properes.